# AB Argir (piłka nożna kobiet)
AB Argir – żeńska sekcja klubu piłkarskiego AB Argir z miejscowości o tej samej nazwie. Drużyna gra w 1. deild kvinnur, najwyższej klasy rozgrywkowej na Wyspach Owczych. Mecze domowe rozgrywane są na Vika Stadium w Argir.

## Historia

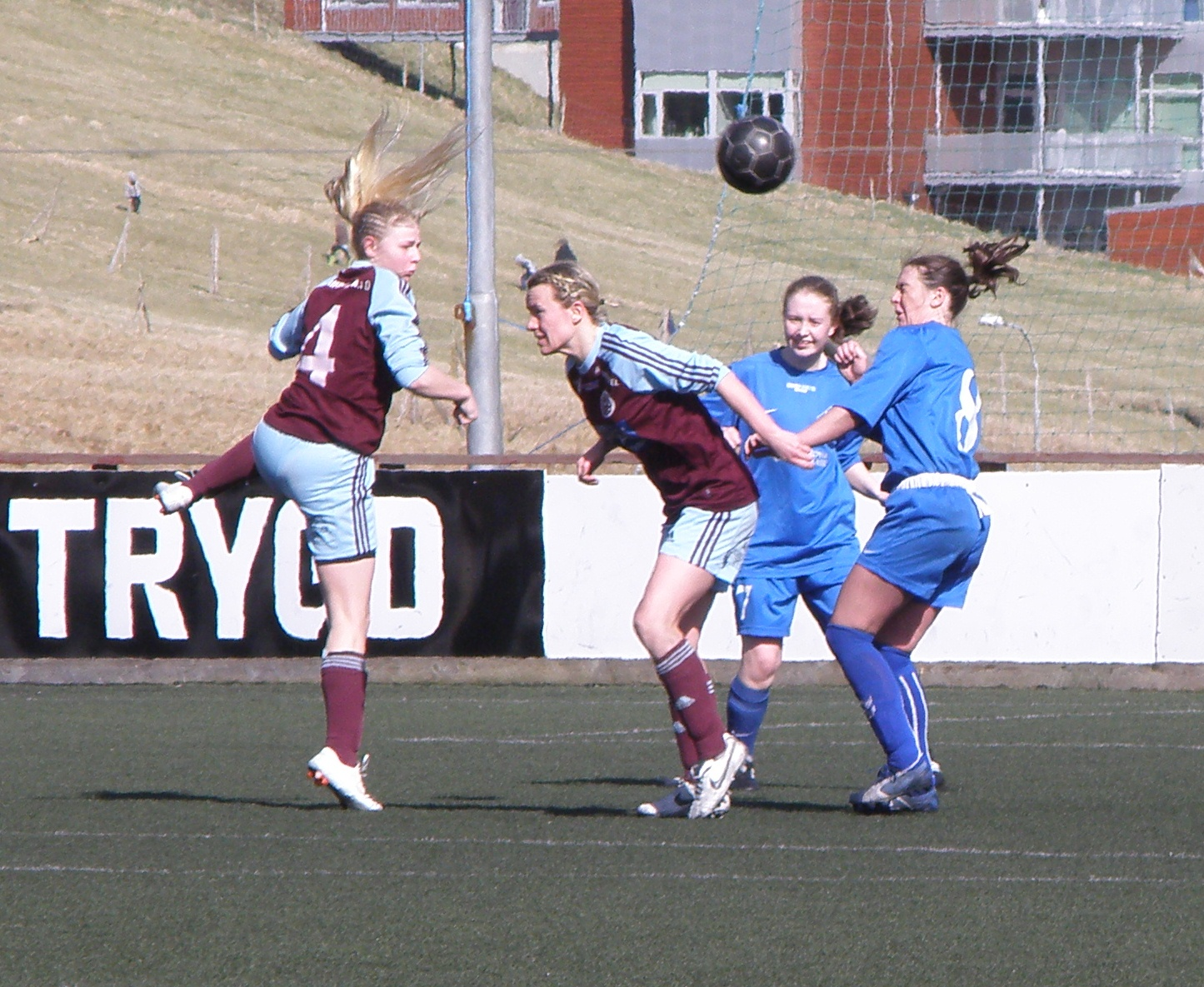
Fragment meczu z FC Suduroy.

Team nie wygrał jeszcze mistrzostwa kraju w lidze. W 2009 roku drużyna grała w finale krajowego pucharu. Wygrała z wyżej notowanym KI Klaksvik 2-1. Obie bramki strzeliła Mona Brekkman. Dwa lata później żeńska sekcja AB ponownie doszła do finału kraju, tym razem ulegając zawodniczką KI 1-0.